# Espejoa
Espejoa là một chi thực vật có hoa trong họ Cúc (Asteraceae).

## Loài
Chi Espejoa gồm các loài: